# Neelankarai
Neelankarai es una ciudad censal situada en el distrito de Chennai en el estado de Tamil Nadu (India). Su población es de 28458 habitantes (2011). Se encuentra a 14 km de Chennai y a 67 km de Kanchipuram. Forma parte del área metropolitana de Chennai.

## Demografía
Según el censo de 2011 la población de Neelankarai era de 28458 habitantes, de los cuales 14466 eran hombres y 13992 eran mujeres. Neelankarai tiene una tasa media de alfabetización del 87,48%, superior a la media estatal del 80,09%: la alfabetización masculina es del 91,76%, y la alfabetización femenina del 83,05%.